# António Duarte Silva
António Baptista Duarte Silva (Figueira da Foz, São Julião da Figueira da Foz, 5 de maio de 1941 - França, 1 de abril de 2011) foi um político português. Ocupou diversos cargos em governos portugueses.

## Biografia
Duarte Silva nasceu na Figueira da Foz a 5 de Maio de 1941, numa pequena casa de uma rua transversal à conhecida Rua Cândidos dos Reis (zona do picadeiro). Filho de um armador da pesca de bacalhau, cedo nutriu simpatia pelas atividades marítimas, tendo sido inclusive velejador. 
Licenciado em Engenharia Mecânica pelo Instituto Superior Técnico da Universidade Técnica de Lisboa em 1966 e pós-graduado em Mecânica Aplicada pelo Imperial College em 1970. Exerceu o cargo de Professor Assistente do Instituto Superior Técnico da Universidade Técnica de Lisboa, 1967 a 1979, acumulando a docência na Academia Militar entre 1974 a 1979.
Em 1984 é nomeado Presidente do Conselho de Administração dos Estaleiros Navais de Viana do Castelo SA.
Em 1994 e 1995, Cavaco Silva nomeia-o Ministro da Agricultura e Ministro do Mar no 12º Governo Constitucional.
Entre 1998 e 2001 assume a Presidência da Assembleia Municipal da Figueira da Foz pelo PSD.
Em 2002 candidata-se às eleições autárquicas locais, sendo eleito Presidente da Câmara Municipal da Figueira da Foz com o apoio do PSD. Sucede a Santana Lopes (PSD) no cargo, onde se manteve até 2009.

## Câmara Municipal da Figueira da Foz
Após quatro anos de mandato candidata-se novamente pelo PSD tendo como lema "Eu Cumpro". A 22 de Dezembro de 2004 foi feito 147.º Sócio Honorário do Ginásio Clube Figueirense. É reeleito para um segundo mandato a 9 de Outubro de 2005, nas Eleições Autárquicas, obtendo 15 428 votos.
.
No dia 1 e Abril de 2011, falece em Paris vítima de ataque cardíaco onde se encontrava por motivos de ordem familiar, tinha 69 anos.
Presidente da câmara da Figueira da Foz pelo PSD durante dois mandatos, entre 2002 e 2009, presidiu à Assembleia Municipal desta autarquia de 1998 a 2002, quando Santana Lopes liderava o Executivo, foi ministro do Mar e ministro da Agricultura no XII Governo Constitucional, o último de Cavaco Silva (1991-1995).
Como Presidente de Câmara lança diversas obras nos seus mandatos, sob o objectivo de colocar a cidade e o município num patamar digo de desenvolvimento, realizou e lançou inúmeras obras (alguns exemplos):
- CAE Centro de Artes e Espectáculos

- Requalificação do Mercado Municipal
- Rua 5 de Outubro
- Rodovias Urbanas
- Centro Escolar de Tavarede
- Requalificação da envolvente do Forte de Santa Catarina
- Escola Profissional da Figueira da Foz - antigo matadouro
- Paço de Tavarede (recuperação intregral)

António Duarte Silva concorreu a um terceiro mandato na Figueira da Foz em 2009, mas perdeu as eleições para  João Ataíde (PS), entretanto falecido em 2020
Licenciado em Engenharia Mecânica pelo Instituto Superior Técnico, Duarte Silva, foi nomeado administrador dos Estaleiros Navais de Viana do Castelo em 1984, cargo que exerceu vários anos.
No ano de 2019, quase 10 anos após a sua morte é feito um desagravamento público a sua memória, por Lobo Xavier (CDS), Jorge Coelho (PS) e Pacheco Pereira (PSD no programa Quadratura do Circulo da TVI. 

## Funções governamentais exercidas
- XII Governo Constitucional
  - Ministro da Agricultura
  - Ministro do Mar
- Presidente da Câmara Municipal da Figueira da Foz.